# Pitcairnia nobilis
Pitcairnia nobilis är en gräsväxtart som beskrevs av Carl Christian Mez och Luis Aloysius, Luigi Sodiro. Pitcairnia nobilis ingår i släktet Pitcairnia och familjen Bromeliaceae. Inga underarter finns listade i Catalogue of Life.